# Brodawka większa dwunastnicy

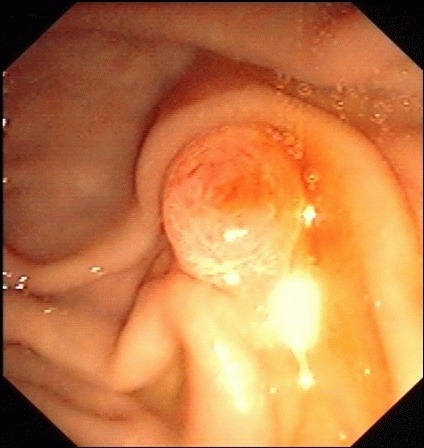
Brodawka większa dwunastnicy – obraz endoskopowy

Brodawka większa dwunastnicy, brodawka Vatera (łac. papilla duodeni major, papilla Vateri) – miejsce, w którym żółć i sok trzustkowy dostają się do dwunastnicy. Jest to małe, bańkowate uwypuklenie wnętrza dwunastnicy, w którym przewód żółciowy wspólny i przewód trzustkowy łączą się, tworząc krótkie rozszerzenie – bańkę wątrobowo-trzustkową, inaczej uchyłek Vatera (łac. ampula hepatopancreatica, diverticulum Vateri).
Zaopatrzona jest w zwieracz Oddiego, który bywa przecinany (tzw. papillotomia), aby umożliwić wydostanie się kamieni żółciowych z przewodu żółciowego wspólnego.
Przez brodawkę Vatera podaje się również kontrast, celem uwidocznienia dróg żółciowych i przewodu trzustkowego w trakcie badania zwanego endoskopową cholangiopankreatografią wsteczną (tzw. badanie ECPW lub angielski skrót ERCP).